# ジェフリー・アーチャー
ウェストン＝スパー＝メアのアーチャー男爵ジェフリー・ハワード・アーチャー（Jeffrey Howard Archer, Baron Archer of Weston-super-Mare、1940年4月15日 - ）は、イギリスの政治家、小説家。一代貴族の貴族院議員でもある。
大ロンドン議会議員、庶民院議員（3期）、保守党副幹事長などを歴任した。

## 来歴

### 生い立ち
1940年4月15日、ロンドンのイズリントン区ハロウェイ (en) にあった旧ロンドン市産科病院 (en) で生まれた。生後2週間で越したイングランド南西部ノース・サマセットのウェストン＝スーパー＝メアで幼少期以降を過ごしている。ウェリントン・スクールからオックスフォード大学へ進む。在学中はビートルズを呼んでチャリティ・コンサートを開いたり、短距離走の選手として大学記録を打ち立てたり、保守党に入党して政治活動を行ったりと活躍した。卒業後にアロー・エンタープライズを設立、ロンドンに住む。

### 政界入り
1967年より保守党の大ロンドン議会議員を務めた。その後1969年12月に、シリル・オズボーンの死去にともなう庶民院（下院）議員補欠選挙に立候補し、最年少議員として当選する。以降、1970年6月の総選挙、1974年2月の総選挙と、ラウス選挙区で連続当選を果たす。しかし、1973年に北海油田の幽霊会社に投資したことから全財産を失い、1974年10月の総選挙には出馬せず政界を退く。ラウス選挙区では、代わりにマイケル・ブラザトンが保守党から立候補し、当選している。

### 作家デビュー以降
1976年に発表した処女作 "Not a Penny More, Not a Penny Less" （日本語版タイトル『百万ドルをとり返せ!』）が大ヒットし、借金を完済する。作家活動の一方、1985年には政界復帰し、党副幹事長などを務めるが、翌1986年にスキャンダルをすっぱ抜かれ、そのタブロイド新聞を訴えて勝訴した。その後、一代貴族爵位「カウンティ・オブ・サマーセットにおけるマークの、ウェストン＝スパー＝マーレのアーチャー男爵」(Baron Archer of Weston-super-Mare, of Mark in the County of Somerset)に叙され、貴族院議員に列する。
1999年には、首相経験者であるマーガレット・サッチャーとジョン・メージャーからの支援を受け、新設されたロンドン市長選挙の保守党候補に決定。三たびの政界復帰を視野に活動していたが、友人が1986年の名誉毀損裁判でのアリバイ証言を嘘だったと告白。その結果、偽証罪と司法妨害罪で起訴され、保守党のロンドン市長候補からも外された。そして2001年7月の裁判で懲役4年の実刑判決を言い渡され、保守党から除名された。刑期の半分を服役後、2003年7月に仮釈放となり、"A Prison Diary" （『獄中記』）を出版、その後社会復帰した。出獄後初の短編集である "Cat O'nine Tales" （『プリズン・ストーリーズ』）は、12作の短編小説のうち9つが、アーチャーが獄中で聞いた話を小説にしたという形をとっている。

## 作風
一人または複数の主人公の生涯を描きだす長編小説（サーガ）、サスペンスやミステリー形式の作品、および短編集と3種類の形態で作品を発表している。これらの作品の中でジェフリー・アーチャーは、複数の登場人物の観点から出来事を記載する手法をよく用いている。特に、同じ出来事を別人物の観点で描くことにより、登場人物の性格を浮き立たせたり（『チェルシー・テラスへの道』）、物語の奥行きを深める効果（『ケインとアベル』と『ロスノフスキ家の娘』）を持たせている。

## 著作

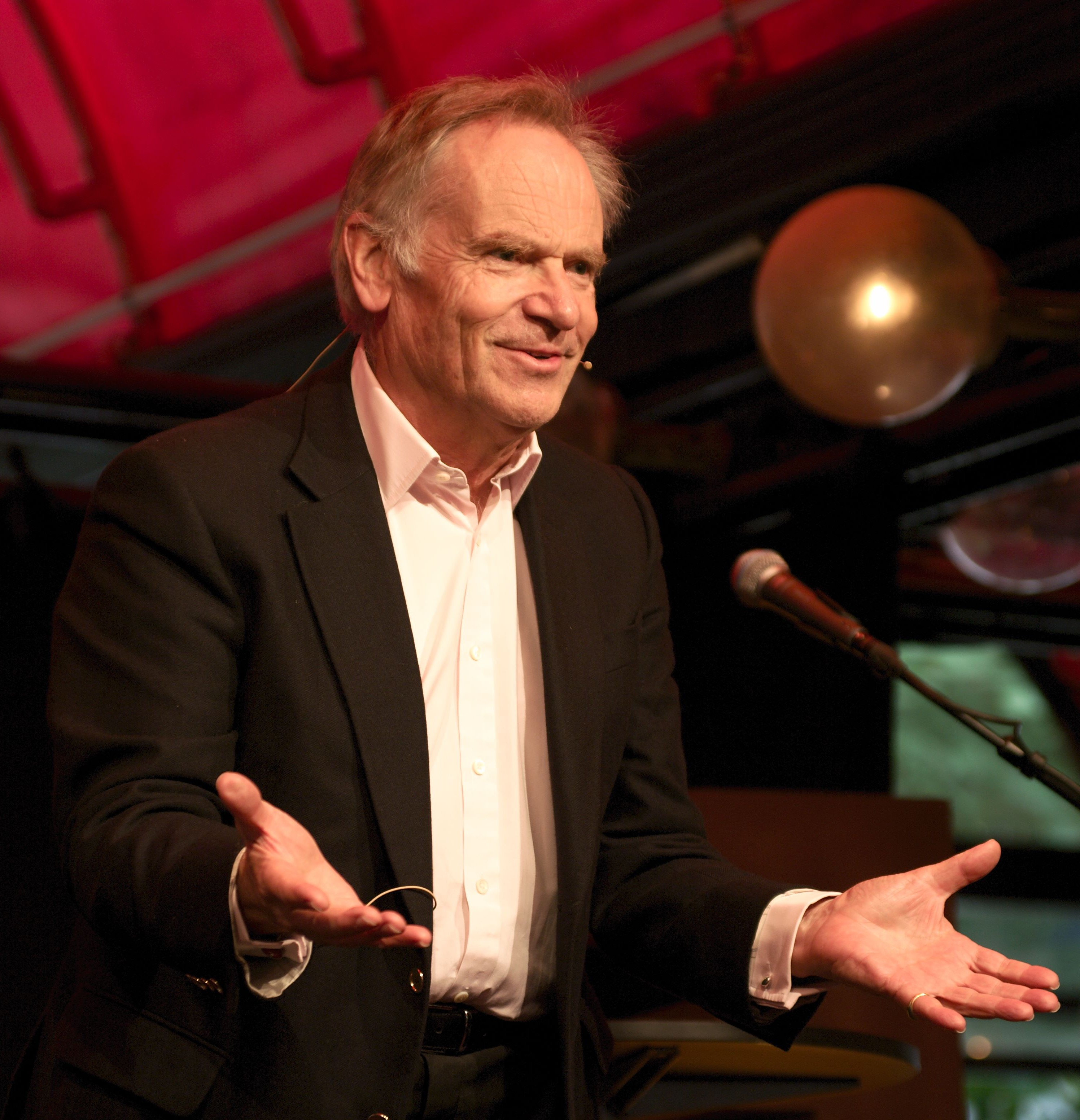
2012年9月16日、オスロブックフェスティバルにて

訳者は永井淳訳（処女作から2009年まで）
2010年『遥かなる未踏峰』以降は、戸田裕之訳。各・新潮文庫
- Not a Penny More, Not a Penny Less(1976) - 『百万ドルをとり返せ!』(1977年)
- Shall We Tell the President?(1977) - 『大統領に知らせますか?』（1978年）
- Kane and Abel(1979) - 『ケインとアベル』（1981年）
- A Quiver Full of Arrows(1980) - 『十二本の毒矢』（1987年）
- The Prodigal Dangher(1982) - 『ロスノフスキ家の娘』（1983年）
- First Among Equals(1984) - 『めざせダウニング街10番地』（1985年）
- A Matter of Honour(1986) - 『ロシア皇帝の密約』（1986年）
- Beyond Reasonable Doubt(1987) - 『無罪と無実の間』（1988年）
- Shall We Tell the President? New edition (1987) - 新版『大統領に知らせますか?』（1987年）
- A Twist in the Tale(1988) - 『十二の意外な結末』（1988年）
- Exclusive/劇台本 (1989) - 『最後の特ダネ』（1993年）
- As the Crow Flies(1991) - 『チェルシー・テラスへの道』（1991年）
- 『ジェフリー・アーチャー日本を糺す』（講談社、1993年）
- Honour Among Thieves(1993) - 『盗まれた独立宣言』（1993年）
- Twelve Red Herrings(1994) - 『十二枚のだまし絵』（1994年）
- The Fourth Estate(1996) - 『メディア買収の野望』（1996年）
- The Eleventh Commandment(1998) - 『十一番目の戒律』（1999年）
- To Cut A Long Story short(2000) - 『十四の嘘と真実』（2001年）
- Sons of Fortune(2002) - 『運命の息子』（2003年）
- A Prison Diary(2002-2004) - 『獄中記 地獄篇』（2003年）『獄中記 煉獄篇』（2004年）、※本作のみ田口俊樹訳（新版・ゴマブックス、2016年）
- False Impression (2006) - 『ゴッホは欺く』（2007年）
- Cat O'nine Tales (2006) - 『プリズン・ストーリーズ』(2008年)
- The Gospel According to Judas(2007)
- A Prisoner of Birth(2008) - 『誇りと復讐』(2009年)
- Paths of Glory(2009) - 『遥かなる未踏峰』（2011年）
- And Thereby Hangs a Tale (2010) - 『15のわけあり小説』（2011年）

1. "Stuck On You" 「君に首ったけ」 - 宝石店での窃盗手口。
2. "The Queen's Birthday Telegram" 「女王陛下からの祝電」 - 百歳の誕生日に届く祝電。
3. "High Heels" *「ハイヒール」 - 婦人靴の倉庫火災の保険金詐欺。
4. "Blind Date"「ブラインド・デート」 - 盲人のホームズばりの推理。
5. "Where There's a Will" 「遺書と意志があるところに」
6. "Double-Cross" 「裏切り」
7. "'I Will Survive'" 「私は生き延びる」
8. "A Good Eye"「並外れた鑑識眼」
9. "Members Only" 「メンバーズ・オンリー」
10. "The Undiplomatic Diplomat" 「外交手腕のない外交官」
11. "The Luck of the Irish" 「アイルランド人ならではの幸運」
12. "Politically Correct"「人は見かけによらず」
13. "Better the Devil You Know"「迂闊な取引」
14. "No Room at the Inn"「満室？」
15. "Caste-Off" 「カーストを捨てて」

- Only Time will tell(2011) - 『時のみぞ知る - クリフトン年代記第1部』（2013年）
- The sins of the Father(2012) - 『死もまた我等なり - クリフトン年代記第2部』（2013年）
- Best Kept Secret (2013) - 『裁きの鐘は - クリフトン年代記第3部』（2014年）
- Be Careful What You Wish For (2014) - 『追風に帆を上げよ - クリフトン年代記第4部』（2015年）
- Mightier Than the Sword(2015)－『剣より強し－クリフトン年代記第5部』(2016年)
- Cometh the Hour(2016)－『機は熟せり－クリフトン年代記第6部』(2016年)
- This Was a Man(2016)－『永遠に残るは－クリフトン年代記第7部』(2017年)
- Tell Tale(2017)－『嘘ばっかり』(2018年)
- Heads You Win(2018)－『運命のコイン(上)』『運命のコイン(下)』(2019年)
- Nothing Ventured(2019)－『レンブラントをとり返せ-ロンドン警視庁美術骨董捜査班-』(2020年)
- Hidden in Plain Sight (2020)－『まだ見ぬ敵はそこにいる-ロンドン警視庁麻薬取締独立捜査班-』(ハーパーコリンズ・ジャパン、2021年)
- Turn a Blind Eye (2021)－『悪しき正義をつかまえろ-ロンドン警視庁内務監察特別捜査班-』(ハーパーコリンズ・ジャパン、2022年)
- Over My Dead Body (2021)－『運命の時計が回るとき-ロンドン警視庁未解決殺人事件特別捜査班-』(2023年)
- Next in Line (2022)－『狙われた英国の薔薇-ロンドン警視庁王室警護本部-』(2024年)